# Кастель, Луи-Бертран
Луи́-Бертра́н Касте́ль (фр. Louis Bertrand Castel; 15 ноября 1688, Монпелье, Лангедок, Королевство Франция — 11 января 1757, Париж, Королевство Франция) — французский учёный, монах ордена иезуитов, натурфилософ и математик, разрабатывавший теорию светомузыкального искусства.

## Биография
Родился в семье врача на юге Франции, в Монпелье. Посещал школу иезуитов в Тулузе, в 1703 году вступил в орден, изучал там древние языки, математику и философию. 
Преподавал в иезуитских коллежах в Тулузе, Клермоне, Обене, Памье и Каоре. Его желание поехать в Китай в качестве миссионера было отклонено, вместо этого его наставник, отец Турнемин в 1720 году призвал Кастеля для преподавания в знаменитом Лицее Людовика Великого в Париже. 
С 1720 по 1745 год он был одним из редакторов «Journal de Trévoux», научного журнала иезуитов. После публикации нескольких трактатов по математике, натурфилософии и физике, которые сделали его известным в учёных кругах Европы, в 1730 году Луи-Бертран Кастель был принят в Лондонское королевское общество, в 1746 году в Академию Бордо, в 1730 году Академию Руана и в 1748 году в Королевское научное общество в Лионе.

## Научная деятельность

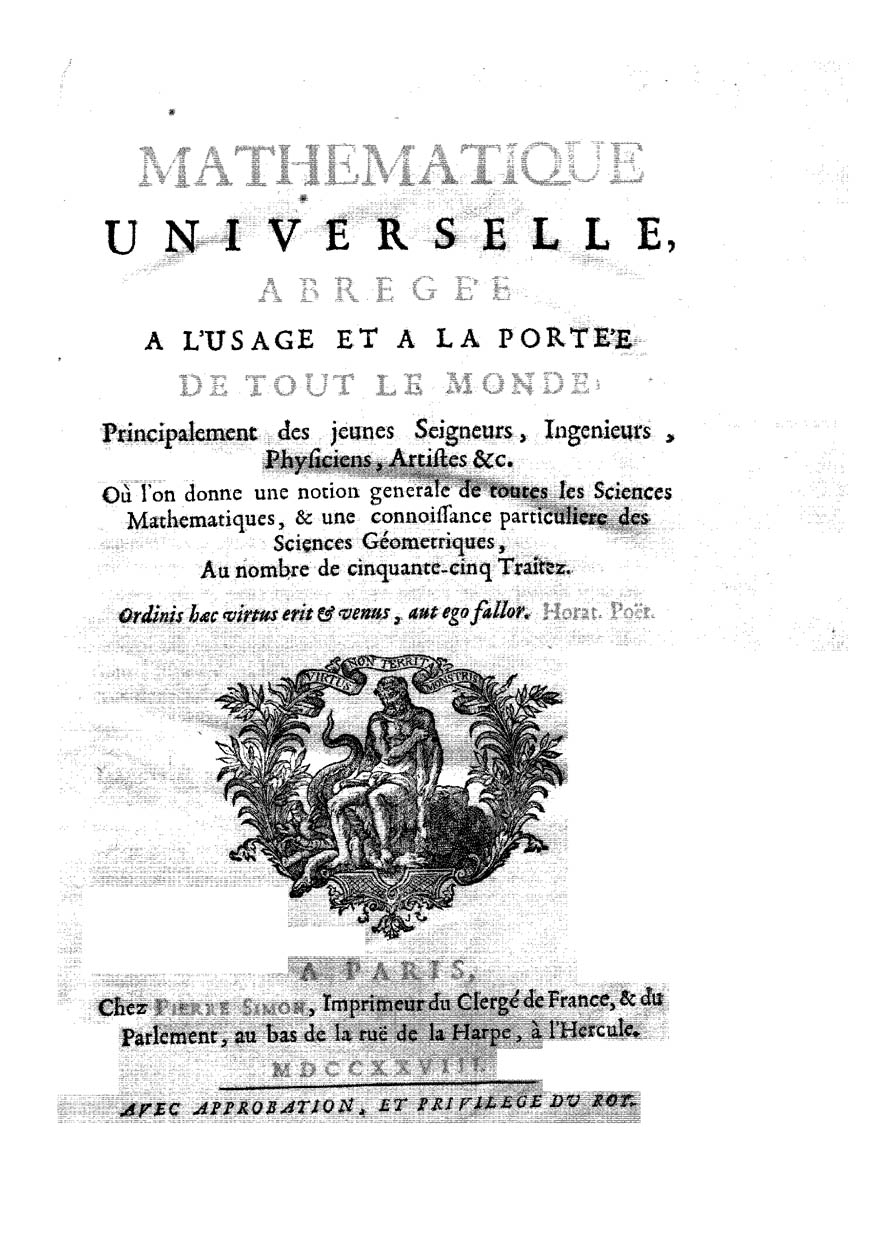
Фронтиспис издания «Краткая универсальная математика для всех и каждого». Париж, 1728

В вопросах механики Луи-Бертран Кастель был сторонником картезианства: законы природы должны быть обоснованы. Приверженность Исаака Ньютона эмпирическим методам и механистическим теориям он приписывал атеистическому материализму и пытался опровергнуть ньютоновскую механику с помощью собственных доказательств. Кастель рассмотрел недостатки механистического мировоззрения с теологической и метафизической точек зрения. Он считал человечество центральным элементом натурфилософии, поскольку люди представляют собой воплощённые духи, чьи действия, определяемые свободой воли, влияют на мир вокруг них и друг на друга. Кастель пытался противопоставить детерминистским взглядам на человека и природу свободную волю в действиях человечества. Кастель считал, что настоящая наука должна ориентироваться на переживаемые и ясно описываемые явления.
В 1724 году Кастель опубликовал «Трактат о всемирном тяготении» (Traité de la pesanteur universelle), в котором объяснял все явления Вселенной двумя принципами: тяготением тел, заставляющим всё стремиться к покою, и деятельностью духов, непрестанно создававшей движение. Это сделало его ненадолго одним из самых видных противников ньютоновской механики. Даже Гегель в своей критике Ньютона опирался на труды Кастеля.

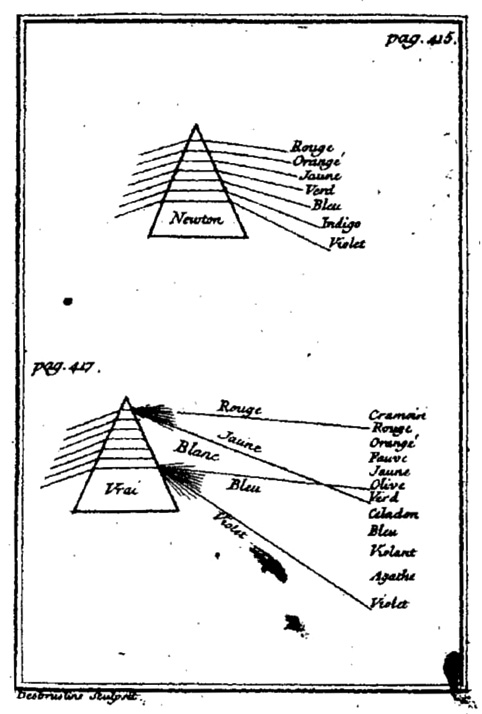
Критика концепции цвета И. Ньютона. Чертёж из издания «Оптика цвета». 1740

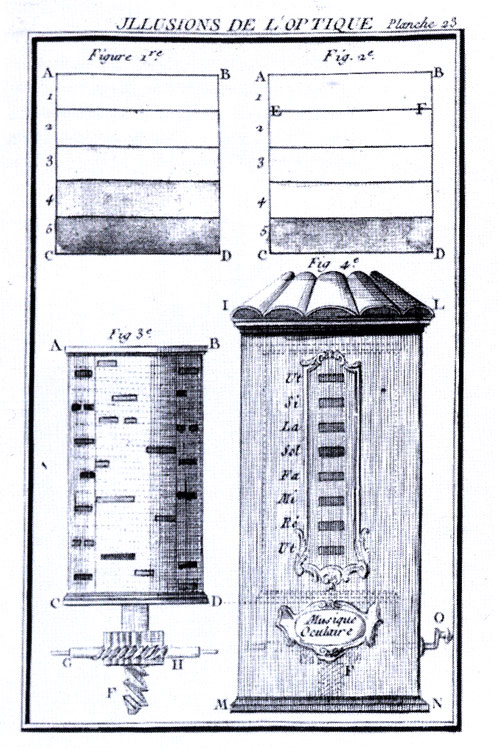
«Музыкальный окуляр». Чертёж из издания 1770 г.

Однако в истории науки Кастель известен прежде всего своей теорией цвета. В ноябре 1728 года он опубликовал работу о связи между цветом и звуком, искусством изображения и восприятия музыкальных произведений. Опираясь на «Трактат о гармонии, сведённой к её природным началам (Traité de l’harmonie réduite à ses principes naturels) композитора Ж.-Ф. Рамо (1722), Кастель начал разрабатывать ряд гармонических пропорций, которые он намеревался представить специальным инструментом, способным транскрибировать звуки в цвета, чтобы сблизить искусства живописи и музыки.
В труде „Оптика цвета“ (L’Optique des couleurs (1740 г., немецкий перевод 1747 г.) среди прочего Кастель предложил в качестве модели, в отличие от модели Ньютона, цветовой круг, разделённый на двенадцать частей.
С 1725 года Кастель в течение всей жизни разрабатывал необычный музыкальный инструмент, который сочетал бы акустические и оптические эффекты. Всю свою жизнь он посвятил созданию „Окулярного клавесина“, или „Цветного клавира“ (фр. Сlavecin oculaire, нем. Farbenklavier, англ. Ocular Harpsichord), первое описание которого он привёл в 1735 году. Кастель утверждал, что его инструмент воздействует на глаз чередованием цветов и, синхронно, на ухо последовательностью звуков. Три фундаментальные ноты аккорда „до мажор“ (до, ми, соль) по системе Кастеля соответствуют трём основным цветам спектра: красному, жёлтому, голубому. Каждой ноте хроматической гаммы учёный присвоил определённый цвет: до — синий; до (на слабой доле) — светло-зелёный; ре — зелёный; ре (на слабой доле) — оливковый; ми — жёлтый; фа — палевый; фа (на слабой доле) — „телесный“; соль — красный; соль (на слабой доле) — розовый; ля — фиолетовый; ля (на слабой) — „агатовый“ (коричневый); си — серый; до (нижнее) — синий.
Окулярный клавесин состоял из шестидесяти маленьких цветных стеклянных стёкол, каждое из которых имело затвор, который открывался при нажатии на соответствующую клавишу. Вторая, улучшенная модель клавесина была продемонстрирована для небольшой аудитории в декабре 1754 года. Нажатие клавиш приводило к открытию небольшого стержня, что, в свою очередь, позволяло свету проникать сквозь цветные стёкла. Кастель мечтал о „цветной музыке“ как о языке „потерянного рая“, где все люди говорят и понимают друг друга одинаково, и утверждал, что благодаря способности его инструмента изображать звуки даже глухой слушатель может наслаждаться музыкой.
Дени Дидро, ценивший труды Кастеля, сообщает о демонстрации такого инструмента в своём „Письме о глухих и немых“ (Lettre sur les sourds et muets, 1751). Вольтер назвал Кастеля „Дон Кихотом математики“ (Don Quichotte des mathématiques». В 1739 году немецкий композитор Г. Ф. Телеман отправился во Францию, чтобы увидеть «Окулярный клавесин» Кастеля. В итоге он сочинил для него несколько произведений, а также написал к изобретению Кастеля комментарии.
Однако успеха цветной клавир не имел и вскоре был забыт. Критики указывали на необоснованность прямого переноса законов музыки в область зрения и что механистичность концепции Кастеля является внеэстетической по содержанию и натурфилософской по происхождению.
На рубеже XIX—XX веков про теорию Кастеля вспомнили музыканты и живописцы-символисты эпохи модерна: А. Шёнберг, А. Н. Скрябин, М. К. Чюрлёнис, С. М. Эйзенштейн, несколько позднее В. В. Кандинский. Цвето-музыкальные гармонии (нем. Farblichtmusik — цветосветомузыка) в 1920—1921 годах изучали в московском ИНХУКе (Институте художественной культуры). В германском Баухаусе в 1922—1923 годах эту тему разрабатывал В. В. Кандинский. В 1923—1926 годах в петроградском ГИНХУКе проблему взаимодействия цвета и звука изучала группа М. В. Матюшина.

## Основные труды
- Трактат по физике всемирного тяготения тел (Traité de physique de la pesanteur Universelle des corps, 1724)
- Краткая универсальная математика для всех и каждого (Mathématique universelle abregée à l’usage et à la portée de tout le monde, 1728)
- Универсальная математика (Mathématique universelle, 1728)
- Оптика цвета (L’Optique des couleurs, 1740)
- Истинная система общей физики г-на Исаака Ньютона, раскрытая и проанализированная параллельно с системой Декарта (Le vrai système de physique générale de M. Isaac Newton, exposé et analysé en parallele avec celui de Descartes, 1743)